# Nørrebro (metrostation)
Nørrebro is een ondergronds metrostation aan de Cityringen (lijn M3) in de Deense hoofdstad Kopenhagen. Het metrostation ligt onder het plein Folmer Bendtsens Plads, ten oosten van het S-togstation.

## Geschiedenis
De eerste plannen uit 1999 voor een ringlijn van de metro van Kopenhagen kenden al een halte bij station Nørrebro. Hierbij was ook voorzien in een aftakking naar Brønshøj die echter in 2009 werd geschrapt. Ondanks het schrappen van de aftakking is in de ruwbouw van de tunnel toch rekening gehouden met een lijn naar het noordwesten al zal de eventuele aanleg veel hinder voor het verkeer op de  M3 betekenen. In maart 2010 begon het verleggen van leidingen en starten archeologen met hun onderzoek ter plaatse van het station. Volgens het bouwschema zouden de graafwerkzaamheden voor het metrostation in 2012 beginnen en in 2016 worden afgerond.  In verband met de komst van de metro zijn de winkeltjes onder de perrons van het bovengrondse station verwijderd om de overstappers niet te hinderen. Aan de zuidkant van de perrons zijn roltrappen en liften gebouwd voor de overstappers tussen S-tog en metro die zo niet door het stationsgebouw hoeven te lopen. Na een aantal keren uitstel werd lijn M3 op 29 september 2019 geopend.

## Ligging en inrichting
Het metrostation, onder de Folmer Bendtsens Plads, is gebouwd volgens het standaardontwerp dat op een paar punten is aangepast. Als enige op het metronet heeft het drie roltrappen naar straatniveau die parallel lopen aan de bovengrondse sporen. De drie stations van de M3 in Frederiksberg hebben net als de stations aan de Sydhavnlinje ook roltrappen naar de straat. Frederiksberg heeft er slechts twee terwijl Frederiksberg Allé en Aksel Møllers Have zelfs vier roltrappen naar de straat hebben. Door roltrappen naar het straatniveau kunnen de reizigersstromen beter worden afgewikkeld dan met een vaste trap. Naast de roltrappen is er ook een vaste trap naar de Hyltebro. Omdat hier sprake is van een overstap met de S-tog zijn de ondergrondse wanden bekleed met rode keramische tegels.

## Afbeeldingen

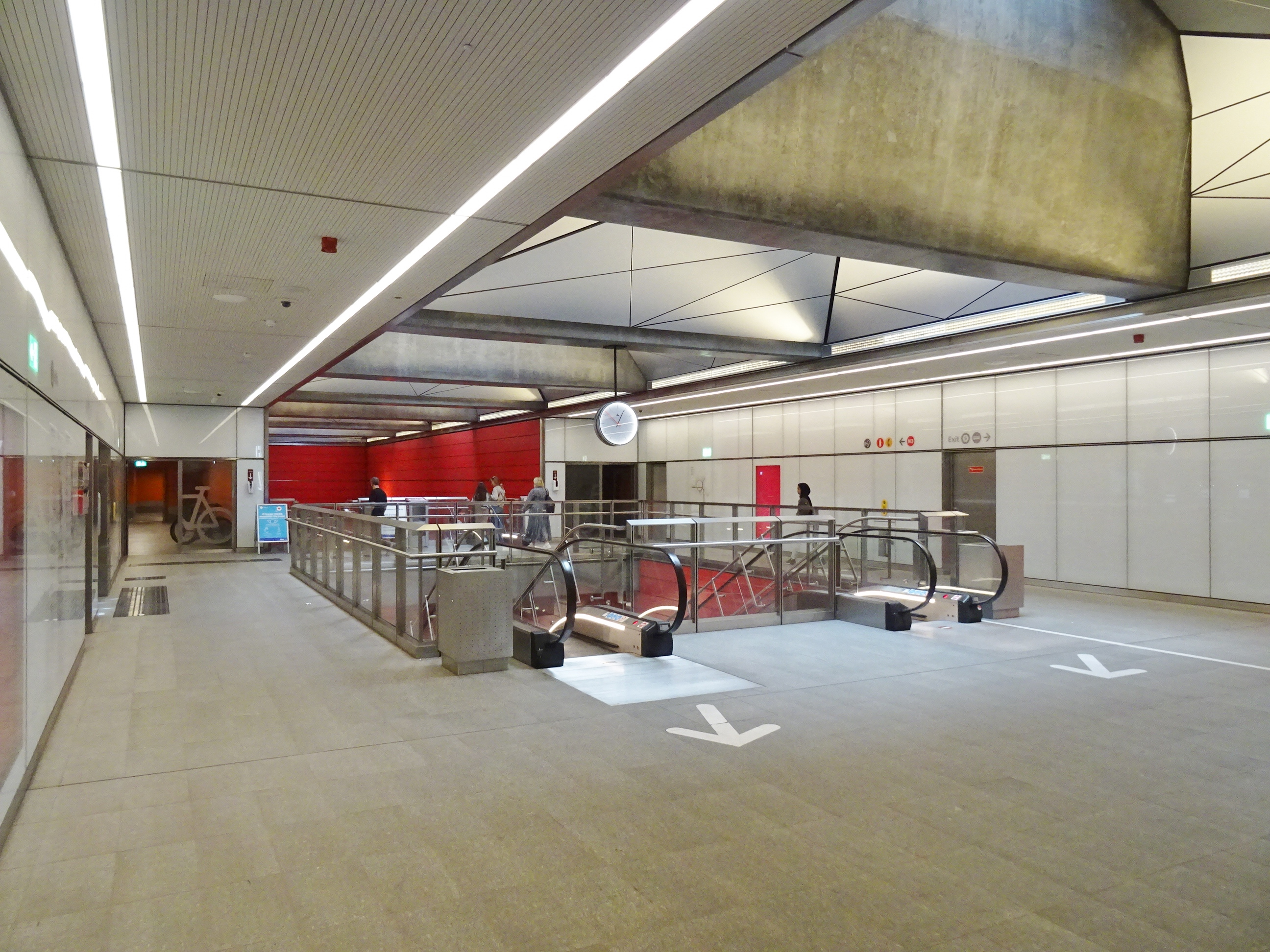
De verdeelhal
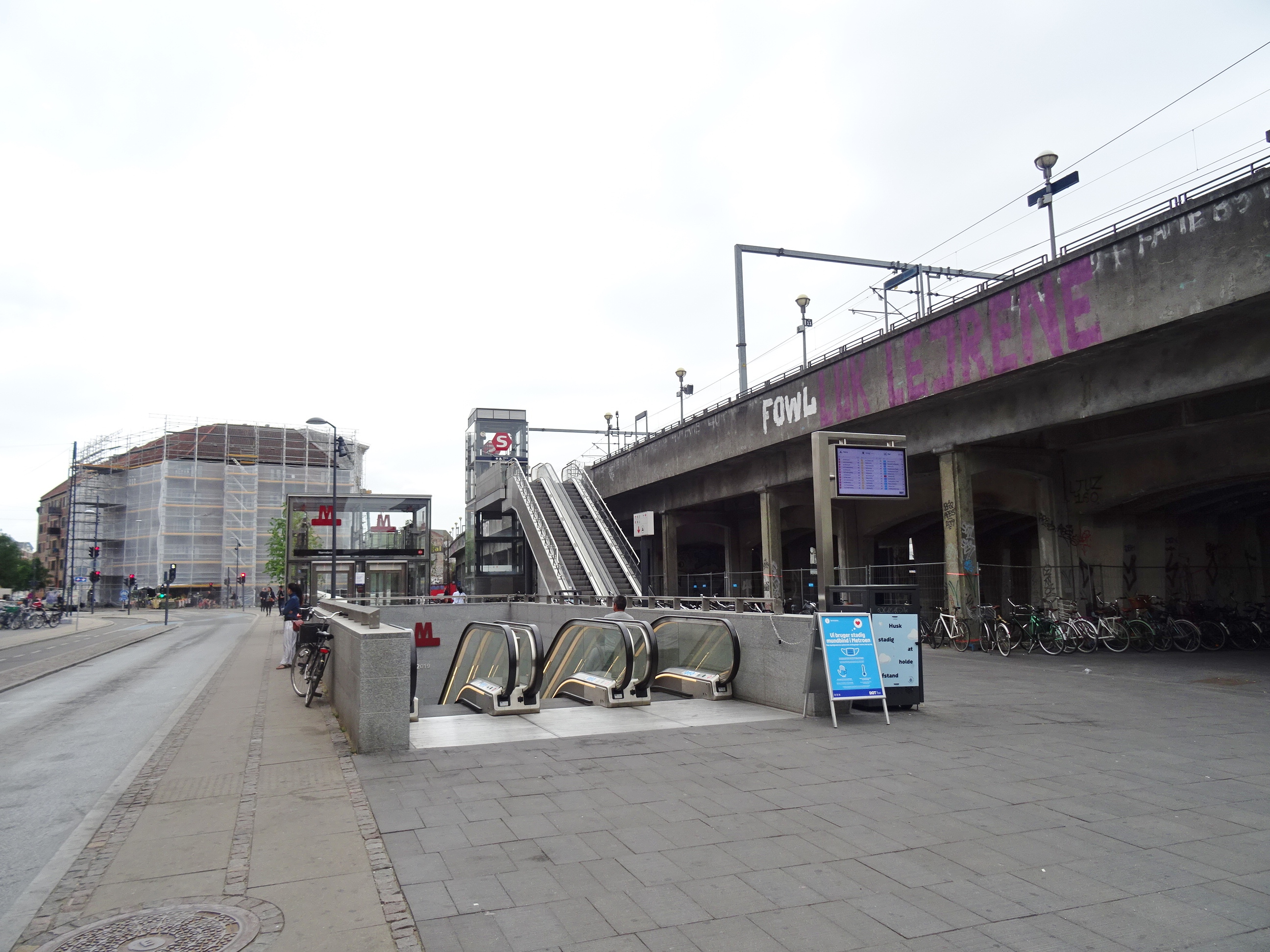
De roltrappen en liften voor de overstappers.
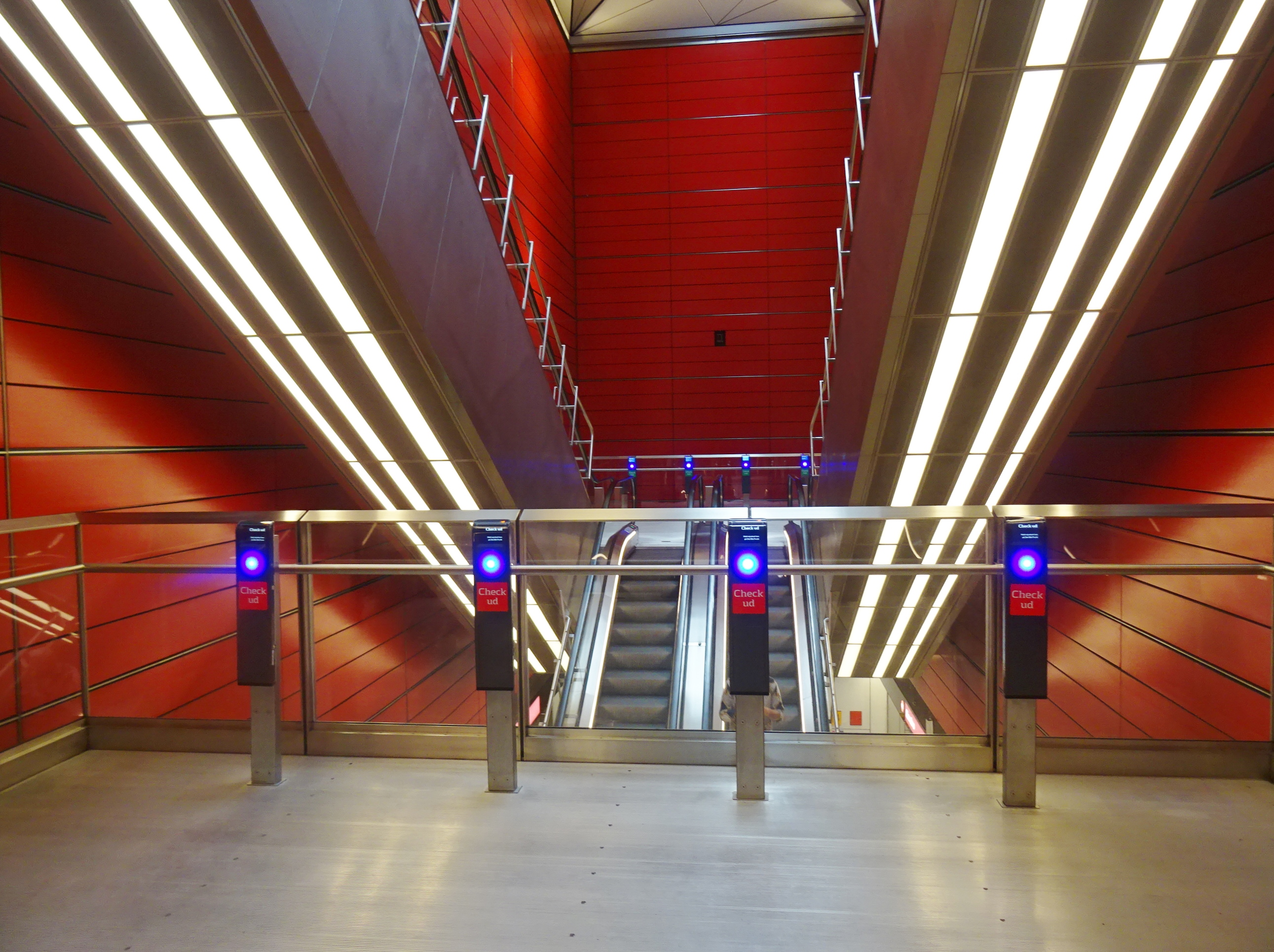
De tussenverdieping van de roltrappen.

København H   · Rådhuspladsen · Gammel Strand · Kongens Nytorv · Marmorkirken · Østerport   · Trianglen · Poul Henningsens Plads · Vibenshus Runddel · Skjolds Plads · Nørrebro  · Nørrebros Runddel · Nuuks Plads · Aksel Møllers Have · Frederiksberg · Frederiksberg Allé · Enghave Plads · København H →